# Награда Еми за најбољу драмску серију
Награда Еми за најбољу драмску серију (енгл. Primetime Emmy Award for Outstanding Drama Series) једна је од награда Еми за ударне термине.

### 1950-е
| Година | Добитник                                                                                       |
| ------ | ---------------------------------------------------------------------------------------------- |
| 1951.  | Pulitzer Prize Playhouse                                                                       |
| 1952.  | Студио један                                                                                   |
| 1953.  | Роберт Монтгомери представља                                                                   |
| 1954.  | U.S. Steel Hour                                                                                |
| 1955.  | U.S. Steel Hour                                                                                |
| 1956.  | Producers' Showcase                                                                            |
| 1958.  | Gunsmoke Playhouse 90 (антологијска серија)                                                    |
| 1959.  | Alcoa-Goodyear Theatre (серија краћа од сат времена) Playhouse 90 (серија дужа од сат времена) |

### 1960-е
| Година | Добитник                       |
| ------ | ------------------------------ |
| 1960.  | Playhouse 90                   |
| 1961.  | Hallmark Hall of Fame: Macbeth |
| 1962.  | Браниоци                       |
| 1963.  | Браниоци                       |
| 1964.  | Браниоци                       |
| 1966.  | Бегунац                        |
| 1967.  | Немогућа мисија                |
| 1968.  | Немогућа мисија                |
| 1969.  | NET Playhouse                  |

### 1970-е
| Година | Добитник            |
| ------ | ------------------- |
| 1970.  | Доктор Маркус Велби |
| 1971.  | Сенатор             |
| 1972.  | Елизабета Р         |
| 1973.  | Волтон              |
| 1974.  | Горе, доле          |
| 1975.  | Горе, доле          |
| 1976.  | Полицијска прича    |
| 1977.  | Горе, доле          |
| 1978.  | Рокфордов досије    |
| 1979.  | Лу Грант            |

### 1980-е
| Година | Добитник             |
| ------ | -------------------- |
| 1980.  | Лу Грант             |
| 1981.  | Блуз Хил Стрита      |
| 1982.  | Блуз Хил Стрита      |
| 1983.  | Блуз Хил Стрита      |
| 1984.  | Блуз Хил Стрита      |
| 1985.  | Кагни и Лејси        |
| 1986.  | Кагни и Лејси        |
| 1987.  | Закон у Лос Анђелесу |
| 1988.  | Тридесет и нека      |
| 1989.  | Закон у Лос Анђелесу |

### 1990-е
| Година | Добитник             | Номиновани                                                                     |
| ------ | -------------------- | ------------------------------------------------------------------------------ |
| 1990.  | Закон у Лос Анђелесу | Кинеска плажа Квантни скок Тридесет и нека Твин Пикс                           |
| 1991.  | Закон у Лос Анђелесу | Кинеска плажа Живот на северу Квантни скок Тридесет и нека                     |
| 1992.  | Живот на северу      | Одлетећу Закон у Лос Анђелесу Ред и закон Квантни скок                         |
| 1993.  | Дрвене ограде        | Homefront Одлетећу Ред и закон Живот на северу                                 |
| 1994.  | Дрвене ограде        | Ред и закон Живот на северу Њујоршки плавци Звездане стазе: Следећа генерација |
| 1995.  | Њујоршки плавци      | Болница Чикаго Ургентни центар Ред и закон Досије икс                          |
| 1996.  | Ургентни центар      | Болница Чикаго Њујоршки плавци Ред и закон Досије икс                          |
| 1997.  | Ред и закон          | Болница Чикаго Ургентни центар Њујоршки плавци Досије икс                      |
| 1998.  | Адвокатска пракса    | Ургентни центар Ред и закон Њујоршки плавци Досије икс                         |
| 1999.  | Адвокатска пракса    | Ургентни центар Ред и закон Њујоршки плавци Породица Сопрано                   |

### 2000-е
| Година | Добитник         | Номиновани                                                          |
| ------ | ---------------- | ------------------------------------------------------------------- |
| 2000.  | Западно крило    | Ургентни центар Ред и закон Адвокатска пракса Породица Сопрано      |
| 2001.  | Западно крило    | Ургентни центар Ред и закон Адвокатска пракса Породица Сопрано      |
| 2002.  | Западно крило    | 24 Место злочина: Лас Вегас Ред и закон Два метра под земљом        |
| 2003.  | Западно крило    | 24 Место злочина: Лас Вегас Два метра под земљом Породица Сопрано   |
| 2004.  | Породица Сопрано | 24 Место злочина: Лас Вегас Јованка од Аркадије Западно крило       |
| 2005.  | Изгубљени        | 24 Дедвуд Два метра под земљом Западно крило                        |
| 2006.  | 24               | Увод у анатомију Доктор Хаус Породица Сопрано Западно крило         |
| 2007.  | Породица Сопрано | Бостонски адвокати Увод у анатомију Хероји Доктор Хаус              |
| 2008.  | Људи са Менхетна | Бостонски адвокати Опасна игра Декстер Доктор Хаус Изгубљени        |
| 2009.  | Људи са Менхетна | Велика љубав Чиста хемија Опасна игра Декстер Доктор Хаус Изгубљени |

### 2010-е
| Година | Добитник         | Номиновани                                                                                             |
| ------ | ---------------- | --- |
| 2010.  | Људи са Менхетна | Чиста хемија Декстер Добра жена Изгубљени Права крв                                                    |
| 2011.  | Људи са Менхетна | Царство порока Декстер Најбољи тим Игра престола Добра жена                                            |
| 2012.  | Домовина         | Царство порока Чиста хемија Даунтонска опатија Игра престола Људи са Менхетна                          |
| 2013.  | Чиста хемија     | Даунтонска опатија Игра престола Домовина Кућа од карата Људи са Менхетна                              |
| 2014.  | Чиста хемија     | Даунтонска опатија Игра престола Кућа од карата Људи са Менхетна Прави детектив                        |
| 2015.  | Игра престола    | Боље позовите Сола Даунтонска опатија Домовина Кућа од карата Људи са Менхетна Наранџаста је нова црна |
| 2016.  | Игра престола    | Боље позовите Сола Даунтонска опатија Домовина Кућа од карата Американци Господин Робот                |
| 2017.  | Слушкињина прича | Боље позовите Сола Круна Кућа од карата Чудније ствари Ово смо ми Западни свет                         |
| 2018.  | Игра престола    | Американци Круна Слушкињина прича Чудније ствари Ово смо ми Западни свет                               |
| 2019.  | Игра престола    | Боље позовите Сола Телохранитељ Убити Ив Озарк Поза Наследници Ово смо ми                              |

### 2020-е
| Година | Добитник   | Номиновани                                                                                  |
| ------ | ---------- | ------------------------------------------------------------------------------------------- |
| 2020.  | Наследници | Боље позовите Сола Круна Слушкињина прича Убити Ив Мандалорац Озарк Чудније ствари          |
| 2021.  | Круна      | Дечаци Бриџертон Слушкињина прича Лавкрафтова земља Мандалорац Поза Ово смо ми              |
| 2022.  | Наследници | Боље позовите Сола Еуфорија Озарк Отпремнина Игра лигње Чудније ствари Yellowjackets        |
| 2023.  | Наследници | Андор Боље позовите Сола Круна Кућа змаја The Last of Us Бели лотос Yellowjackets           |
| 2024.  | Шогун      | Круна Fallout Позлаћено доба Јутарњи шоу Господин и госпођа Смит Slow Horses Проблем 3 тела |